# Centre, Burkina Faso
Centre är en administrativ region i centrala Burkina Faso, och omfattar Ouagadougou (landets huvudstad) med omgivning. Den är Burkina Fasos till ytan minsta och med sina 2 miljoner invånare samtidigt landets folkrikaste region.

## Administrativ indelning
Regionen är indelad i endast en provins:
- Kadiogo

Denna provins är i sin tur indelad i sammanlagt sju departement (dessa fungerar samtidigt som kommuner):
- Komki-Ipala
- Komsilga
- Koubri
- Ouagadougou
- Pabré
- Saaba
- Tanghin-Dassouri

Ouagadougou är vidare indelad i fem arrondissement.